# Étoile Morne-à-l’Eau
Étoile Morne-à-l’Eau ist ein französischer Fußballverein aus Morne-à-l’Eau im Übersee-Département Guadeloupe.
Der Klub ist bedeutend als Jugendklub des 37-maligen französischen Nationalspielers Jocelyn Angloma. Nach seinem Rücktritt von der französischen Nationalmannschaft und den europäischen Top-Klubs spielt Angloma seit 2006 wieder für Étoile Morne-à-l’Eau sowie für die Fußballnationalmannschaft von Guadeloupe.

## Ligazugehörigkeit
Étoile spielte lange Zeit in der höchsten Spielklasse von Guadeloupe und errang dort seit Mitte der 1990er mehrmals die Meisterschaft. Zudem spielte der Verein 2006/07 auch in der Ligue des Antilles, die zwischen Vereinen aus Guadeloupe und Martinique ausgespielt wird. In der Saison 2003/04 nahm der Verein als Vertreter Guadeloupes am französischen Fußballpokal teil, dort scheiterte man in der achten Runde am damaligen französischen Viertligisten US Boulogne. In der Saison 2015/16 erreichte der Verein nur den 12. Platz und stieg somit aus der ersten Liga ab.

## Erfolge
- Teilnahme am Französischen Fußballpokal: 1977/78, 1982/83, 1984/85, 1988/89, 1992/93, 1994/95, 1996/97, 2000/01, 2003/04
- Meister von Guadeloupe: 1980, 1981, 1982, 1996, 1997, 1998, 2001, 2002, 2007
- Coupe D.O.M.: 1992
- Pokalsieger Guadeloupe: 1977, 1979, 1984, 1985, 2002

## Bekannte Spieler in Vergangenheit und Gegenwart
- Jocelyn Angloma